# هيلين بارسونز شيبرد
هيلين بارسونز شيبرد هي رسامة كندية، ولدت في 16 يناير 1923 في سانت جونز في كندا، وتوفي بنفس المكان في 9 مايو 2008.